# Biserica de lemn din Pustuța

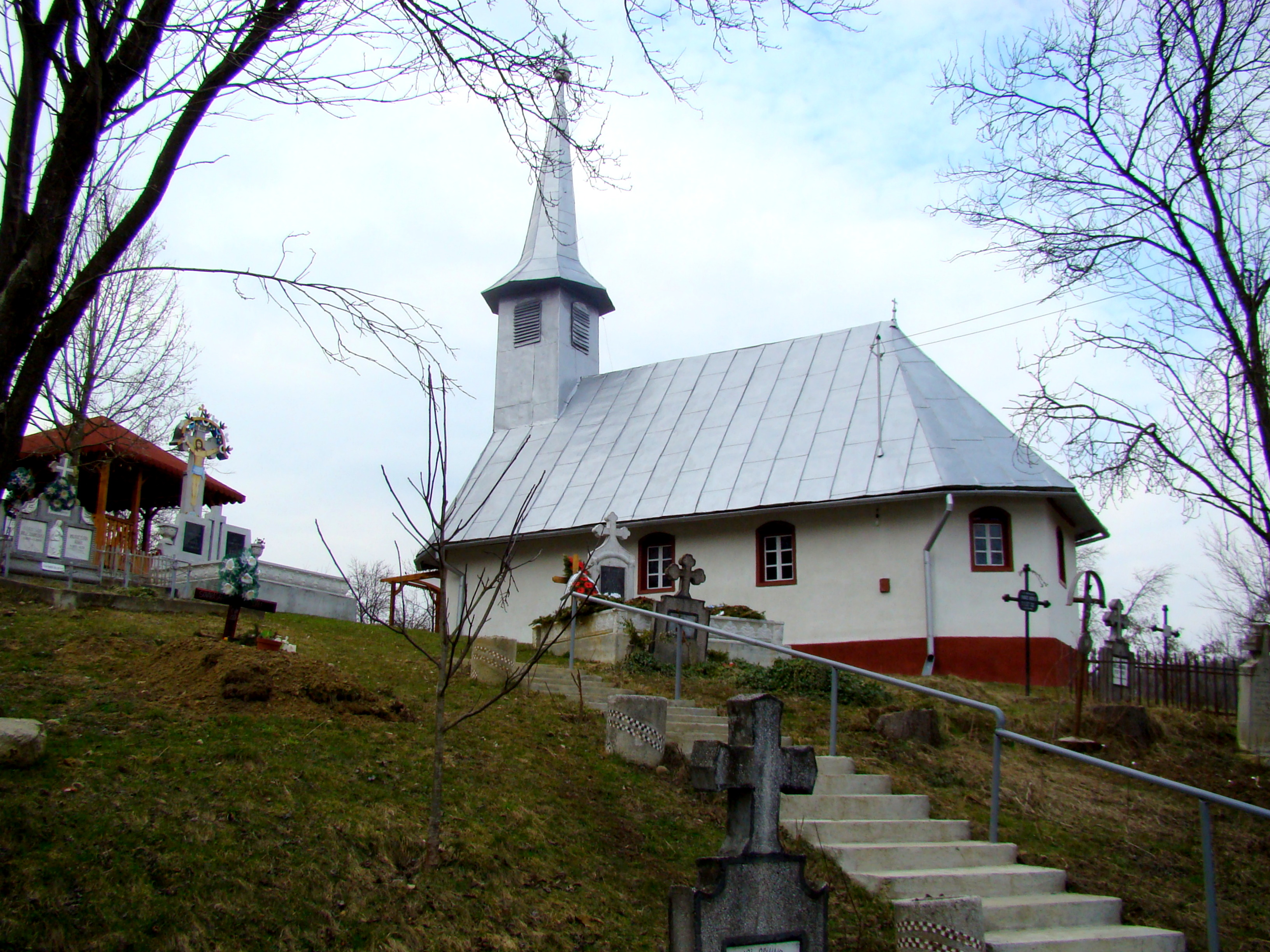
Biserica de lemn „Sfinții Arhangheli Mihail și Gavriil” din Pustuța, comuna Recea-Cristur, județul Cluj, foto: 2009.

Biserica de lemn din Pustuța, comuna Recea-Cristur, județul Cluj, datează din anul 1658. Are hramul „Sfinții Arhangheli Mihail și Gavriil”. Biserica nu se află pe noua listă a monumentelor istorice.

## Istoric
Biserica a fost strămutată în Pustuța în secolul al XVIII-lea, din localitatea Șimișna-Valea Mănăstirii, pe locul unei biserici mai vechi. În decursul timpului biserica a fost reparată în mai multe rânduri: în anul 1927 a fost extinsă, în anul 1960 a fost acoperită cu tablă, iar în anul 2000 a fost tencuită în exterior cu terasit, interiorul s-a zugrăvit și s-a înlocuit ușa de la intrare. În anul 2007 a fost refăcută pictura bisericească, s-a construit un altar de vară precum și scări spre biserică. Biserica, cu hramul „Sfinții Arhangheli”, a fost resfințită în 8 iunie 2008 de către Prea Sfințitul Episcop Vicar Vasile Someșanul.

## Imagini

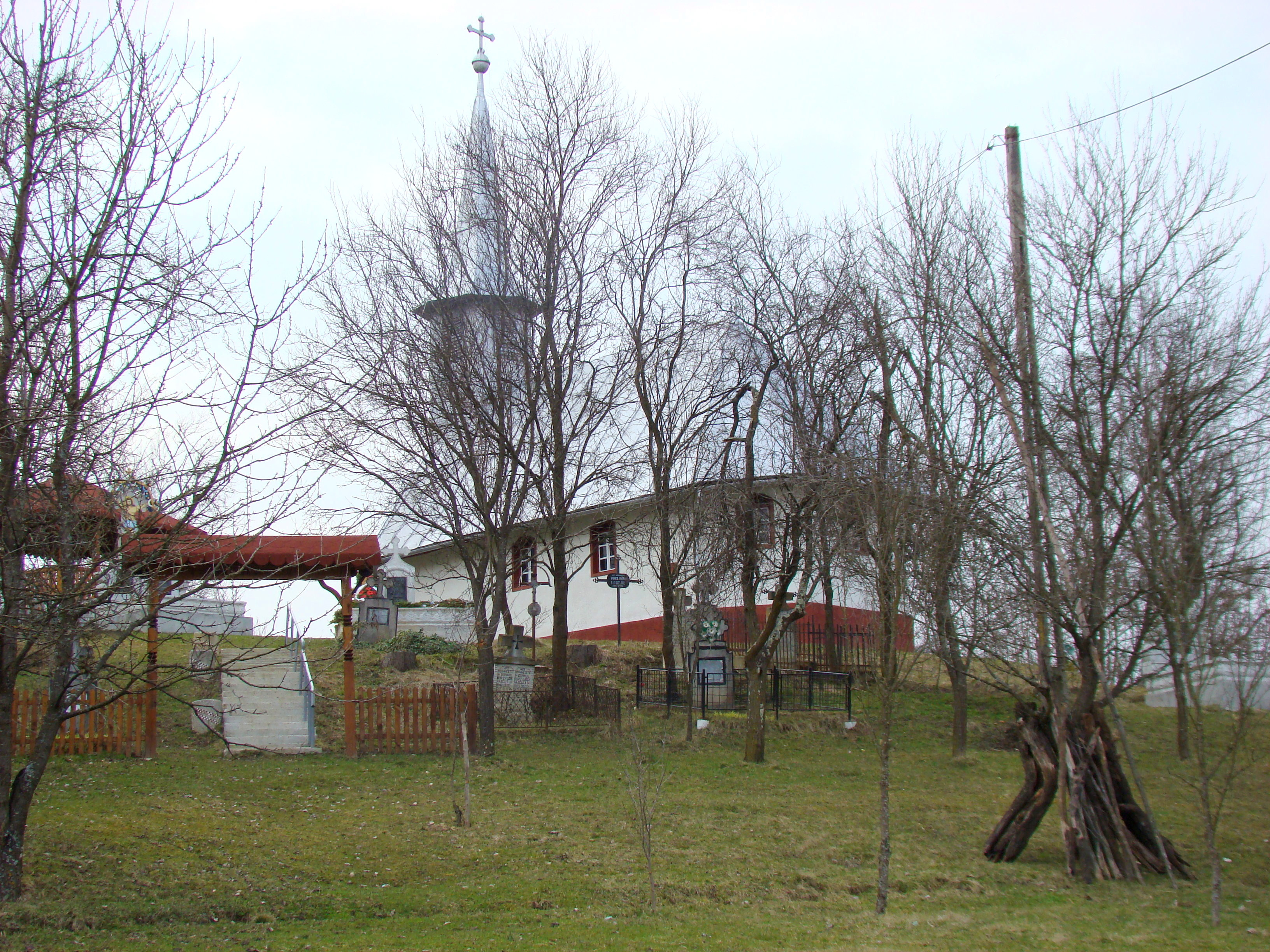
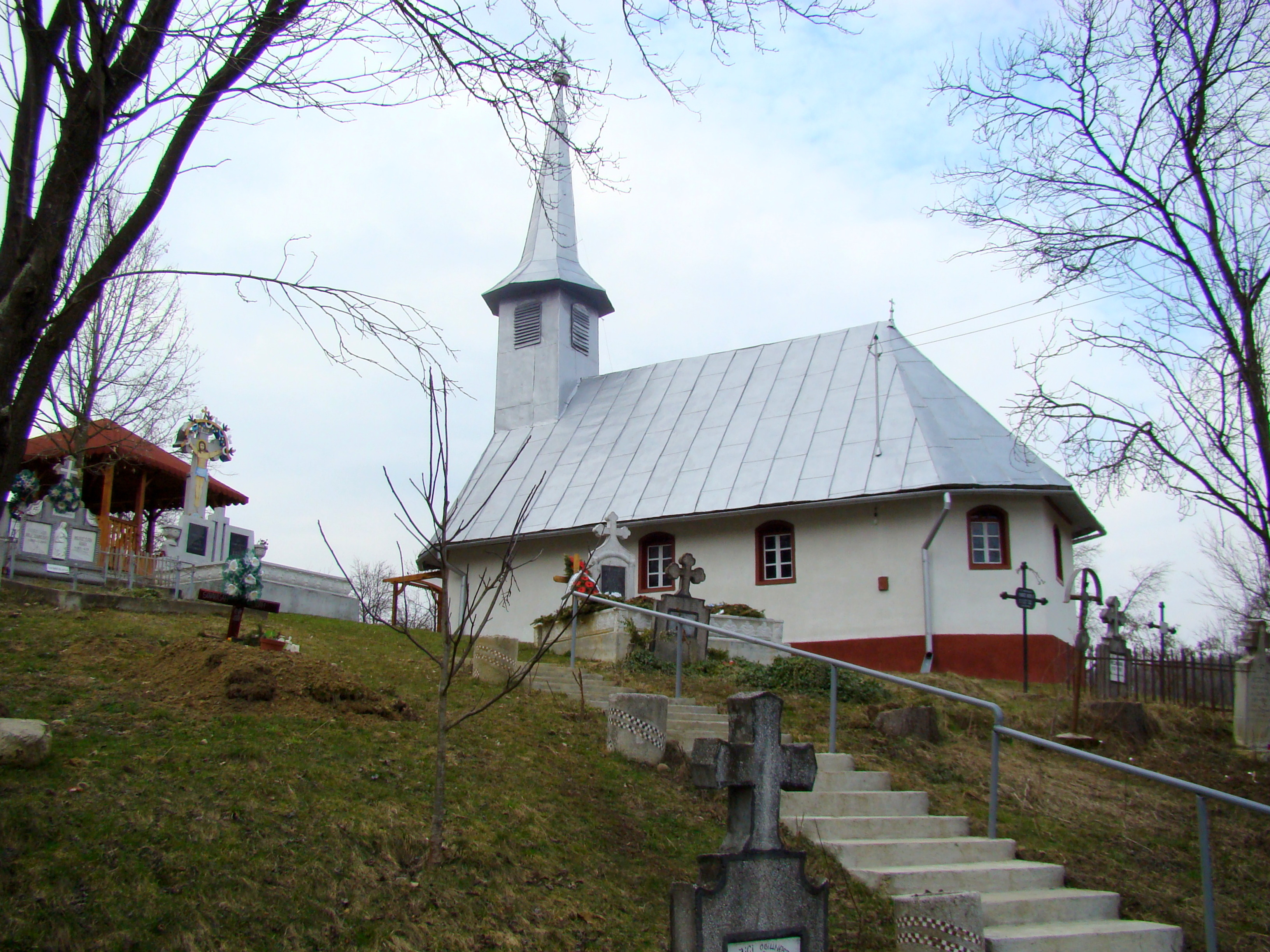
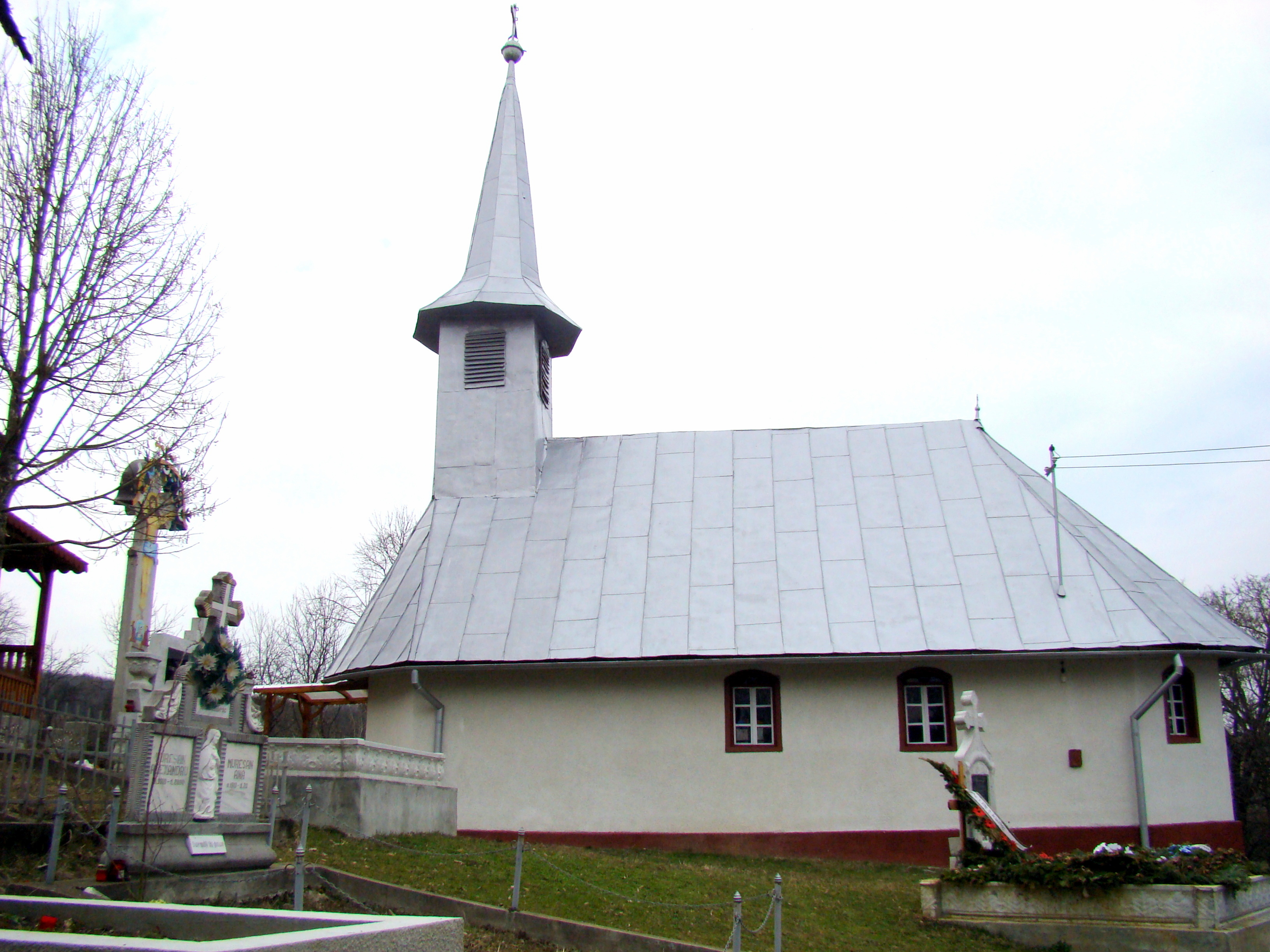
Vedere din sud
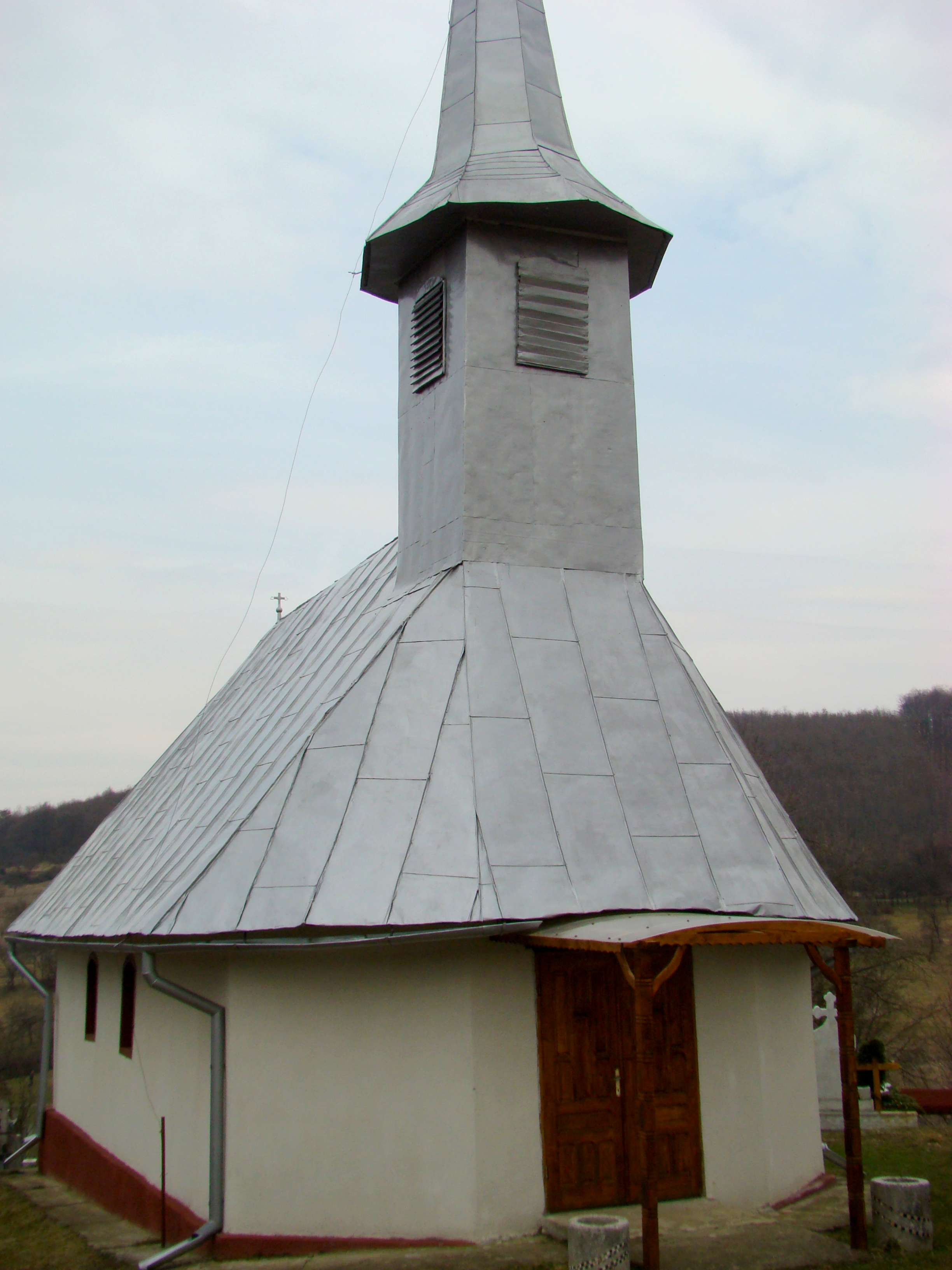
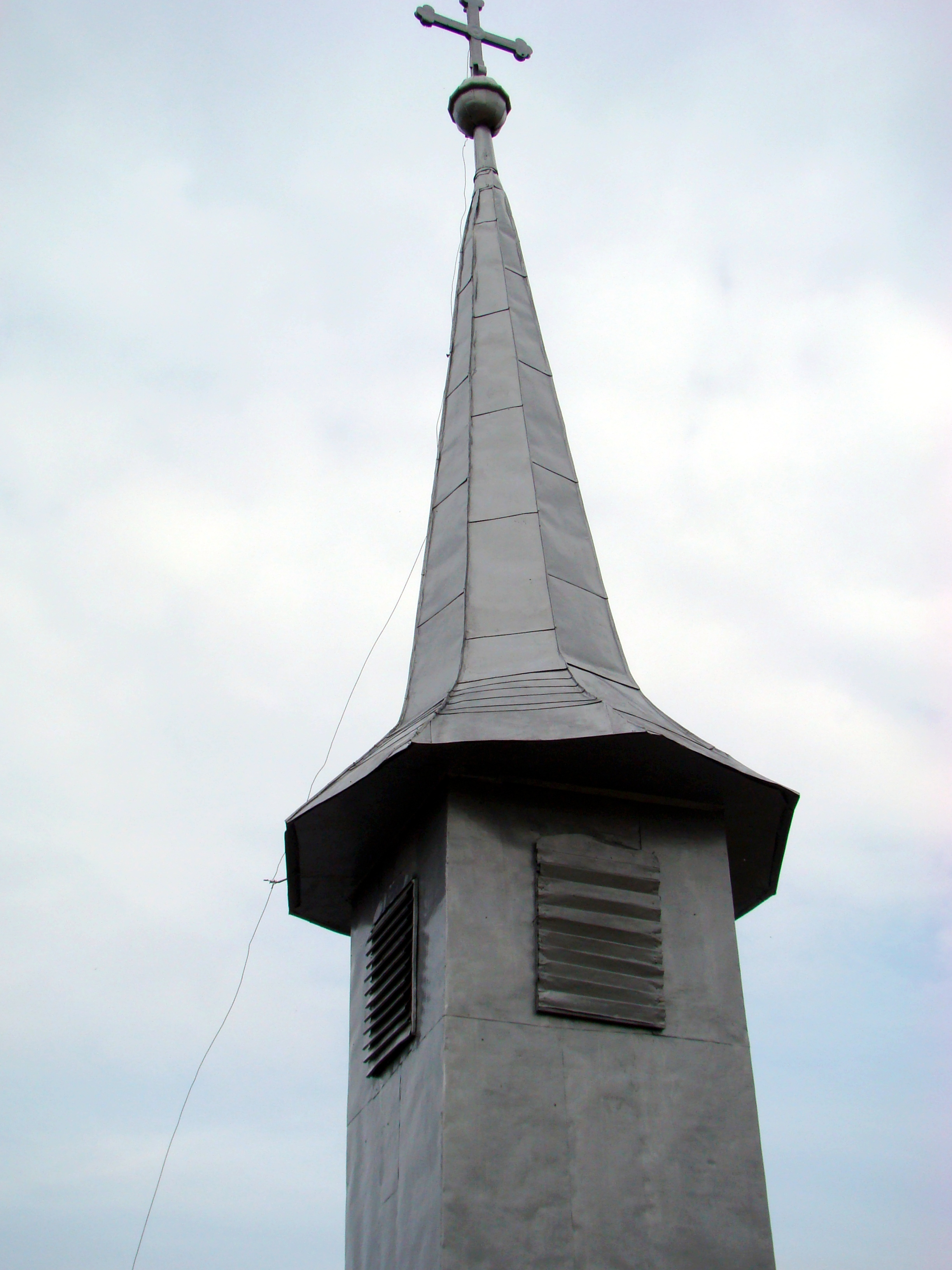
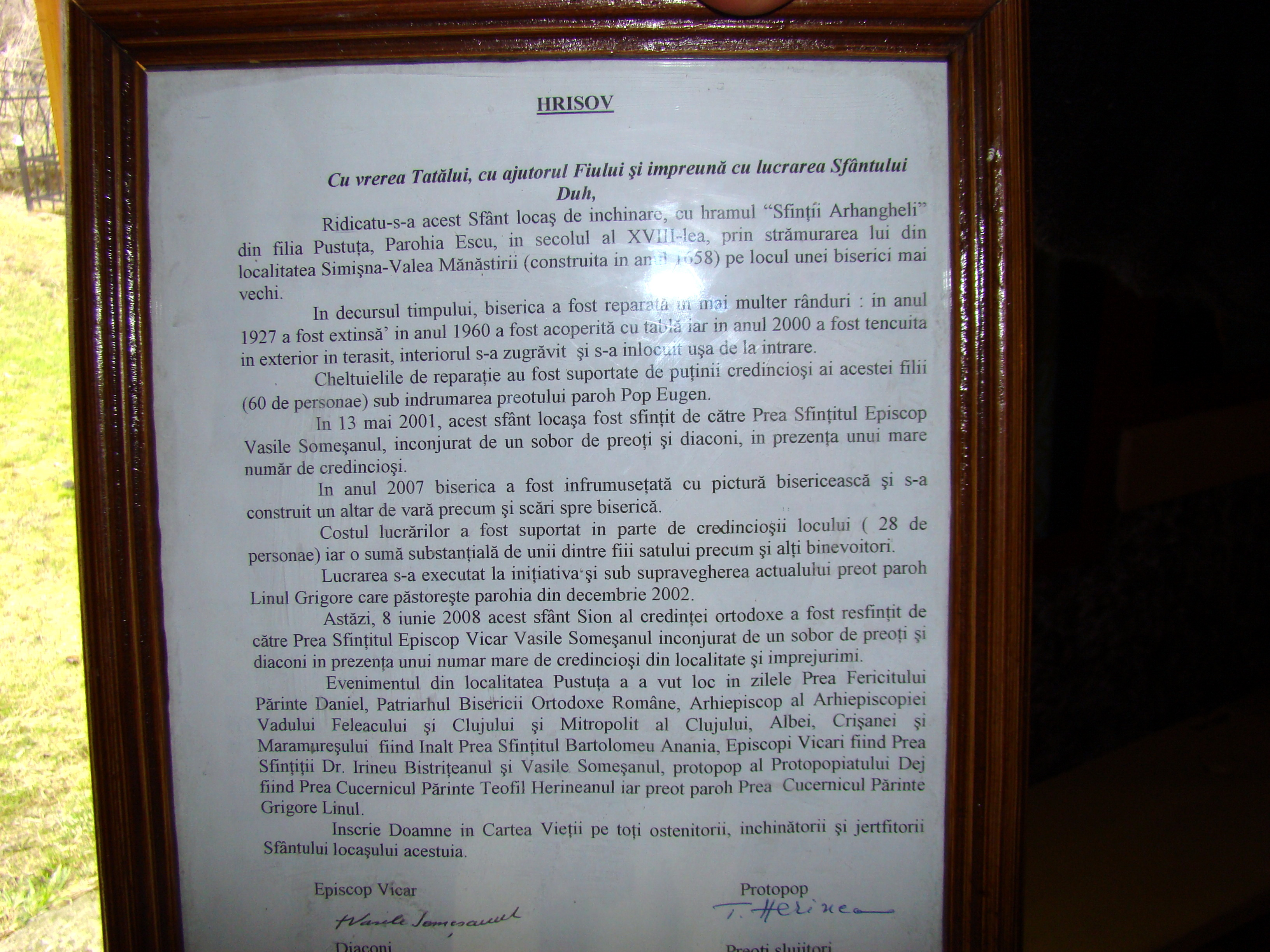
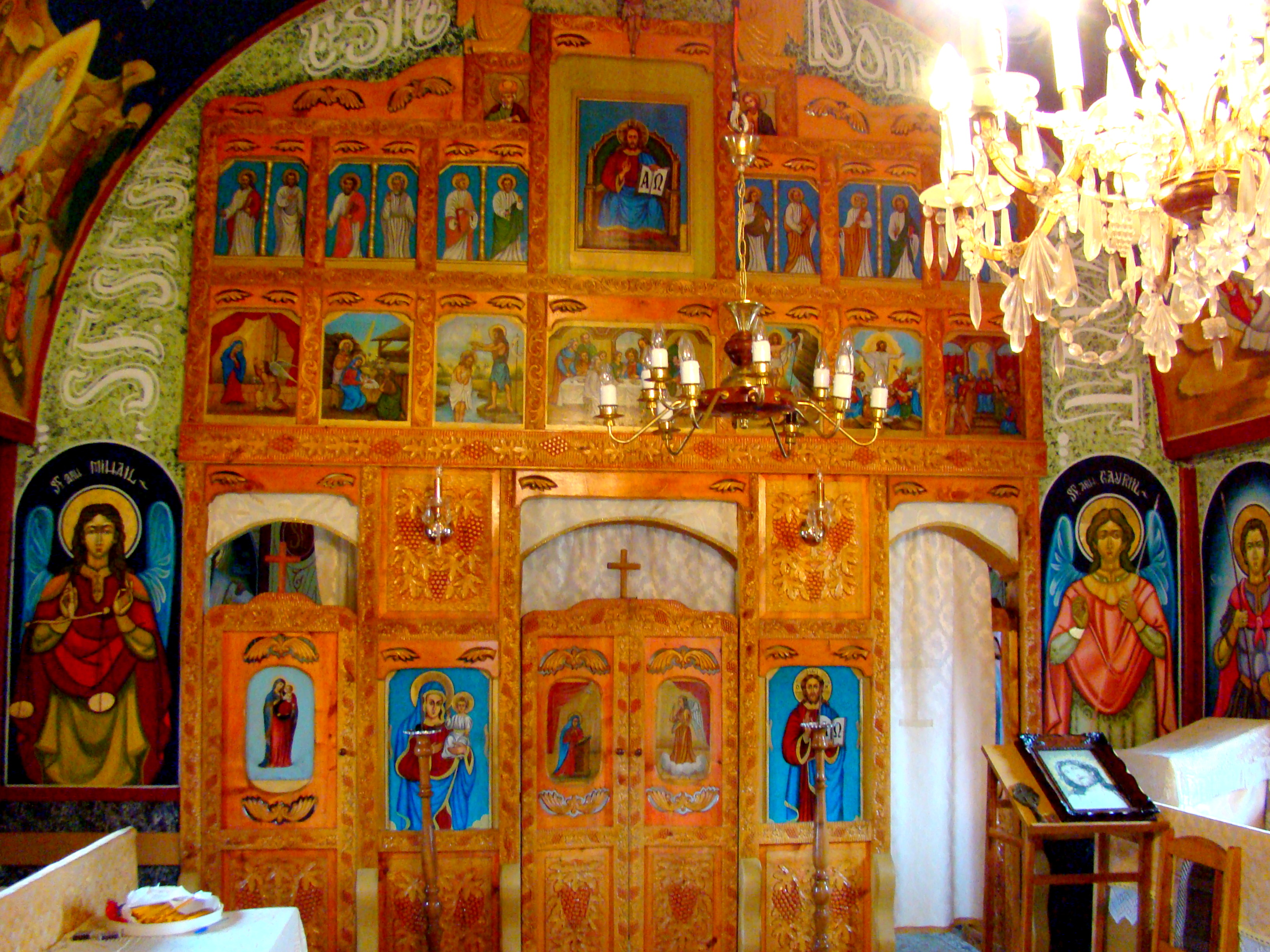
Iconostasul
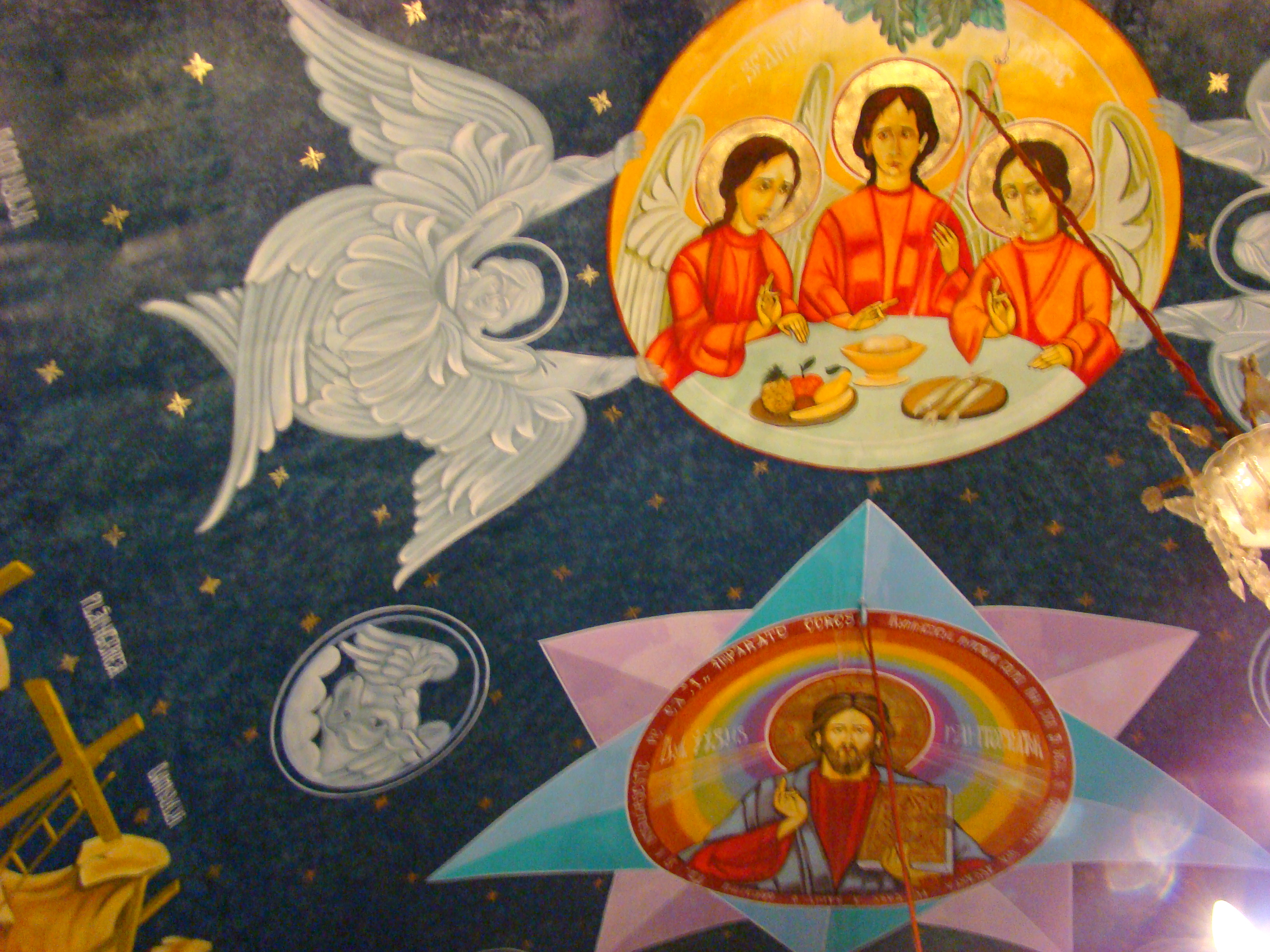
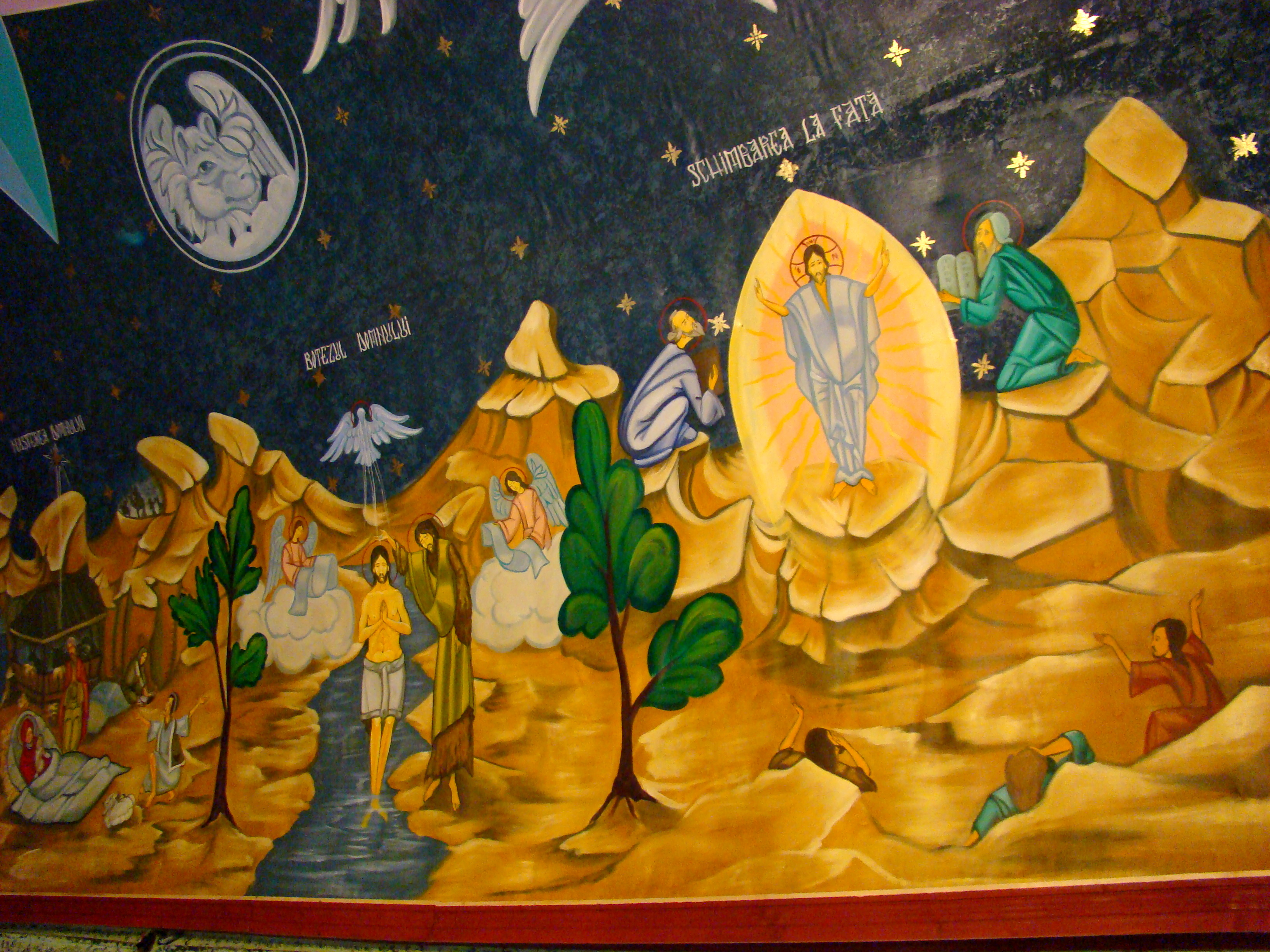
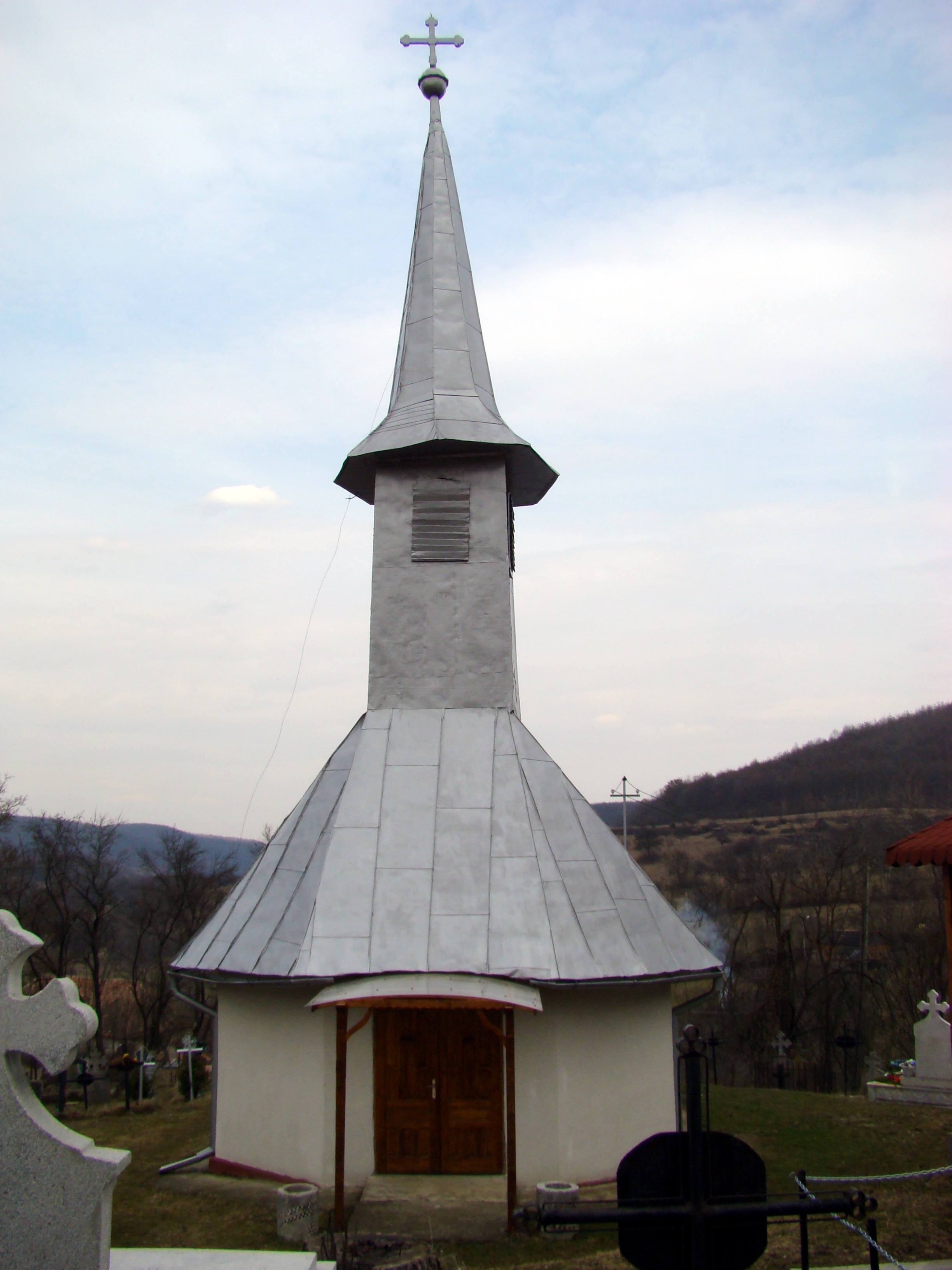
Vedere din vest. Intrarea în biserică
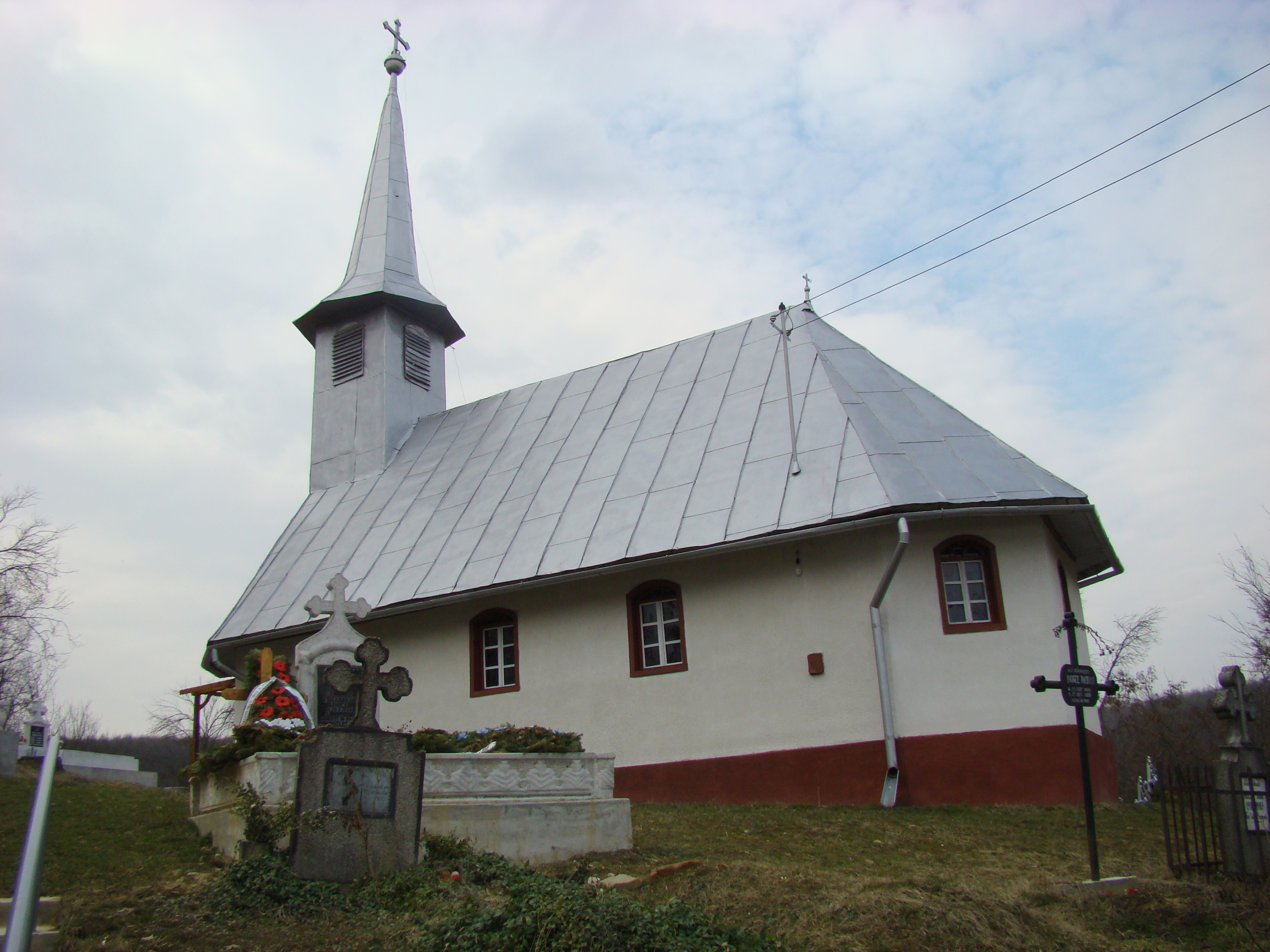
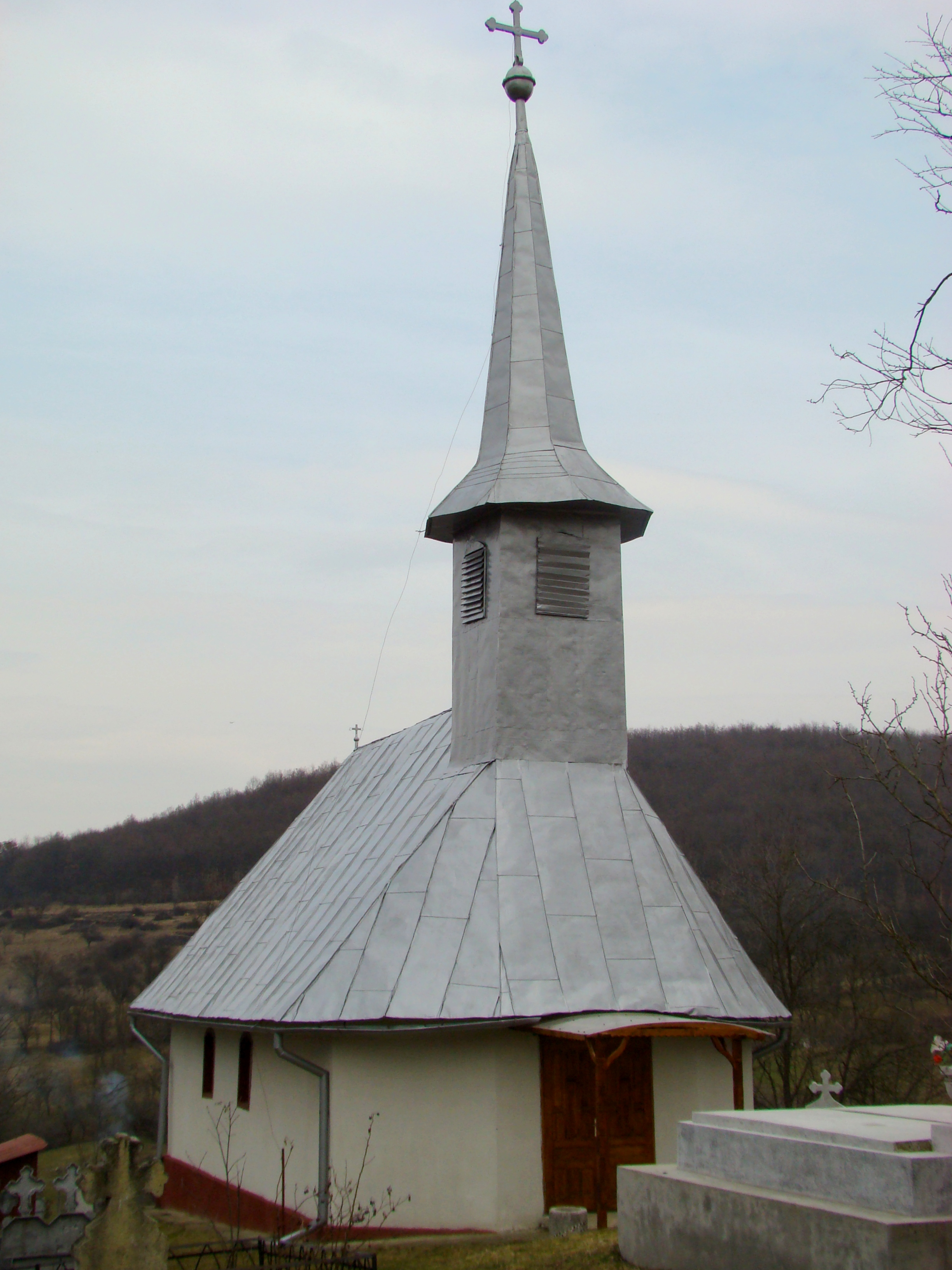
Vedere din nord-vest
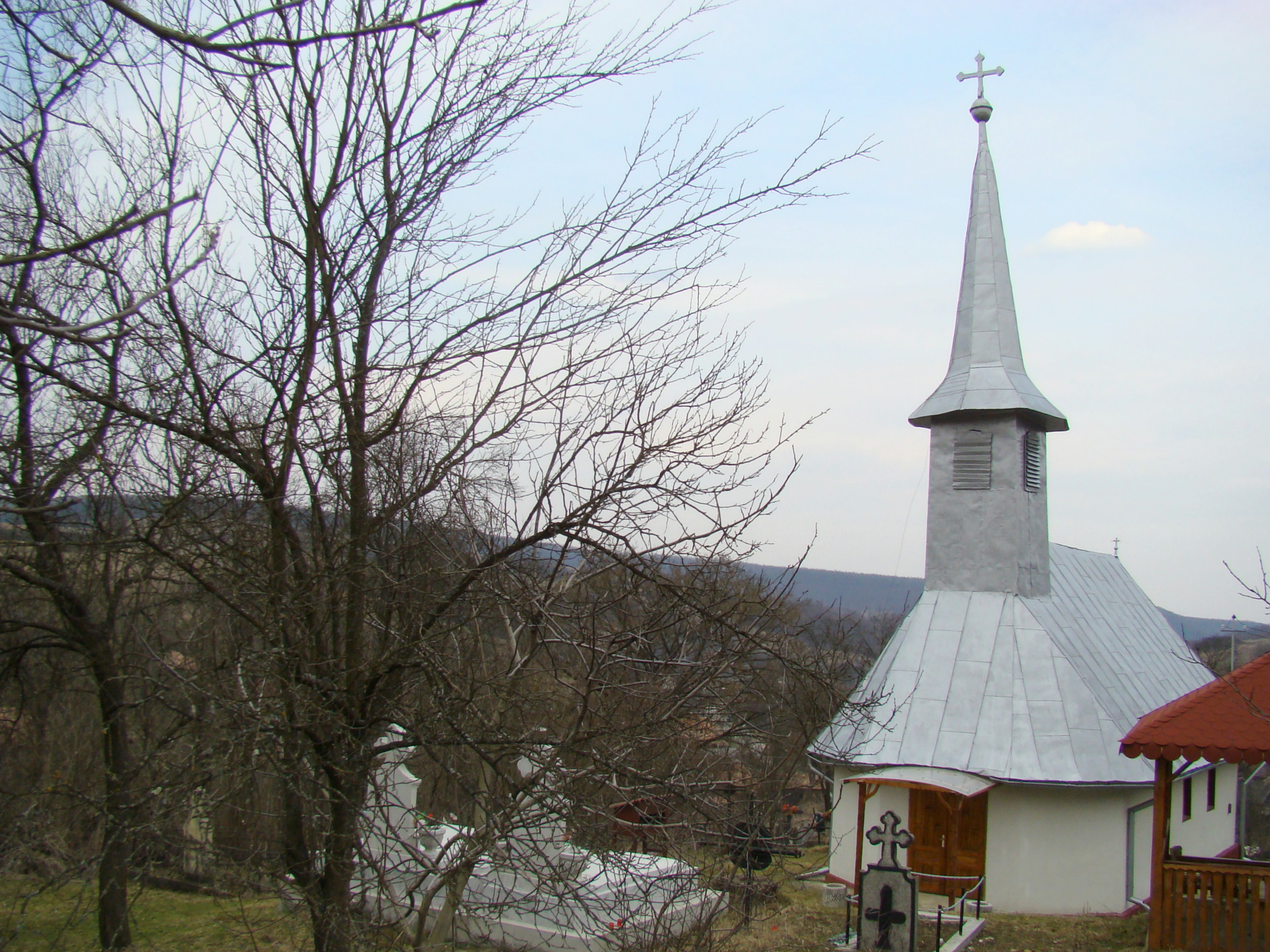
Vedere din sud-vest
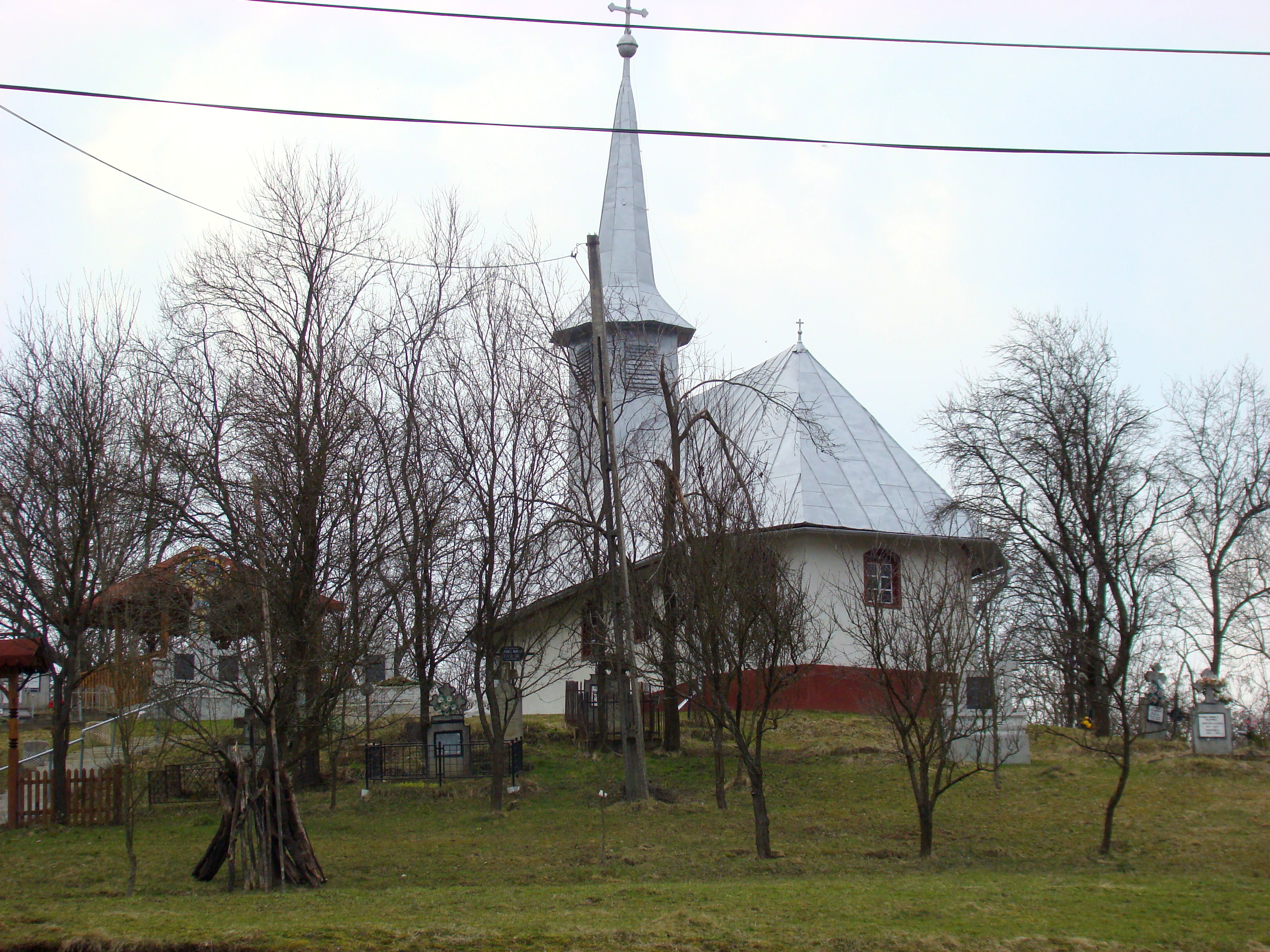